# Numérien
Numérien (Marcus Aurelius Numerianus) est empereur romain d'août 283 à novembre 284. Associé au pouvoir par son père Carus au début de l'année 283, il l'accompagne dans sa campagne contre les Perses Sassanides, et ramène l'armée romaine en Asie mineure après la mort de ce dernier. Il règne en Orient quinze mois, tandis que son frère Carin gouverne l'Occident. Il meurt après quinze mois de règne, en novembre 284, d'une maladie des yeux qui le contraint à l'isolement. La dissimulation prolongée de son décès par son beau-père rend ce dernier suspect de son assassinat. Sa personnalité et le déroulement de son règne sont mal connus ; les auteurs antiques n'ont transmis que des résumés de sa vie, à l'exception de l’Histoire Auguste, qui donne l'image d'un prince essentiellement doué pour l'éloquence.

## Sources
Le règne de Numérien est mal documenté par les sources classiques. Les textes antiques relatifs aux empereurs romains de la fin du IIIe siècle ne sont que des abrégés et diverses Histoires du IVe siècle ne donnent que quelques lignes sur Numérien : Eutrope, Aurelius Victor, ainsi que l'Épitomé de Caesaribus qu'on attribue à tort à ce dernier auteur. Festus passe de Carus à Dioclétien en ignorant ses fils Carin et Numérien. Le Chronographe de 354 donne une durée de règne identique pour Carin et Numérien, soit deux ans, onze mois et deux jours,. Au Ve siècle, Paul Orose date la prise de pouvoir de Dioclétien en 1051 Ab Urbe condita (soit 298, ce qui est excessif), tandis que la Chronique de Jérôme de Stridon date la mort de Numérien de la 266e olympiade (soit 285). Enfin, l’Histoire nouvelle de Zosime, écrite au début du VIe siècle, est lacunaire sur les règnes de Carus et de ses fils, mais la Chronographia de Jean Malalas (VIe siècle) donne une description physique de Numérien et précise qu'il est mort à trente-six ans. L’Histoire Auguste est la seule à produire une biographie plus étoffée de Carus et de ses fils Carin et Numérien ; son auteur déclaré, Flavius Vopiscus, se dit contemporain de Constantin Ier (306-337) et se pose en continuateur de l'historien Suétone et de sa Vie des douze Césars.
Flavius Vopiscus est considéré comme une source documentaire fiable par les premiers historiens modernes. Mais la lecture littérale évolue à partir de 1889, avec la démonstration de Hermann Dessau de l'inexistence de cet auteur et de ses co-auteurs de l’Histoire Auguste, en réalité pseudonymes d'un seul écrivain, plus tardif mais au nom inconnu. Cette thèse a emporté peu à peu l'adhésion des historiens du XXe siècle. Ils reconnaissent que cette œuvre n'est pas entièrement historique et contient une part de fiction. Le récit historique sert alors de support à la fantaisie, au canular et au burlesque, et multiplie les allusions à l'attention du lecteur cultivé. Les biographies de Carus et de ses fils sont les dernières de l’Histoire Auguste, et le pseudo-Flavius Vopiscus complète le peu d'informations fournies par les abréviateurs par un remplissage de son invention.

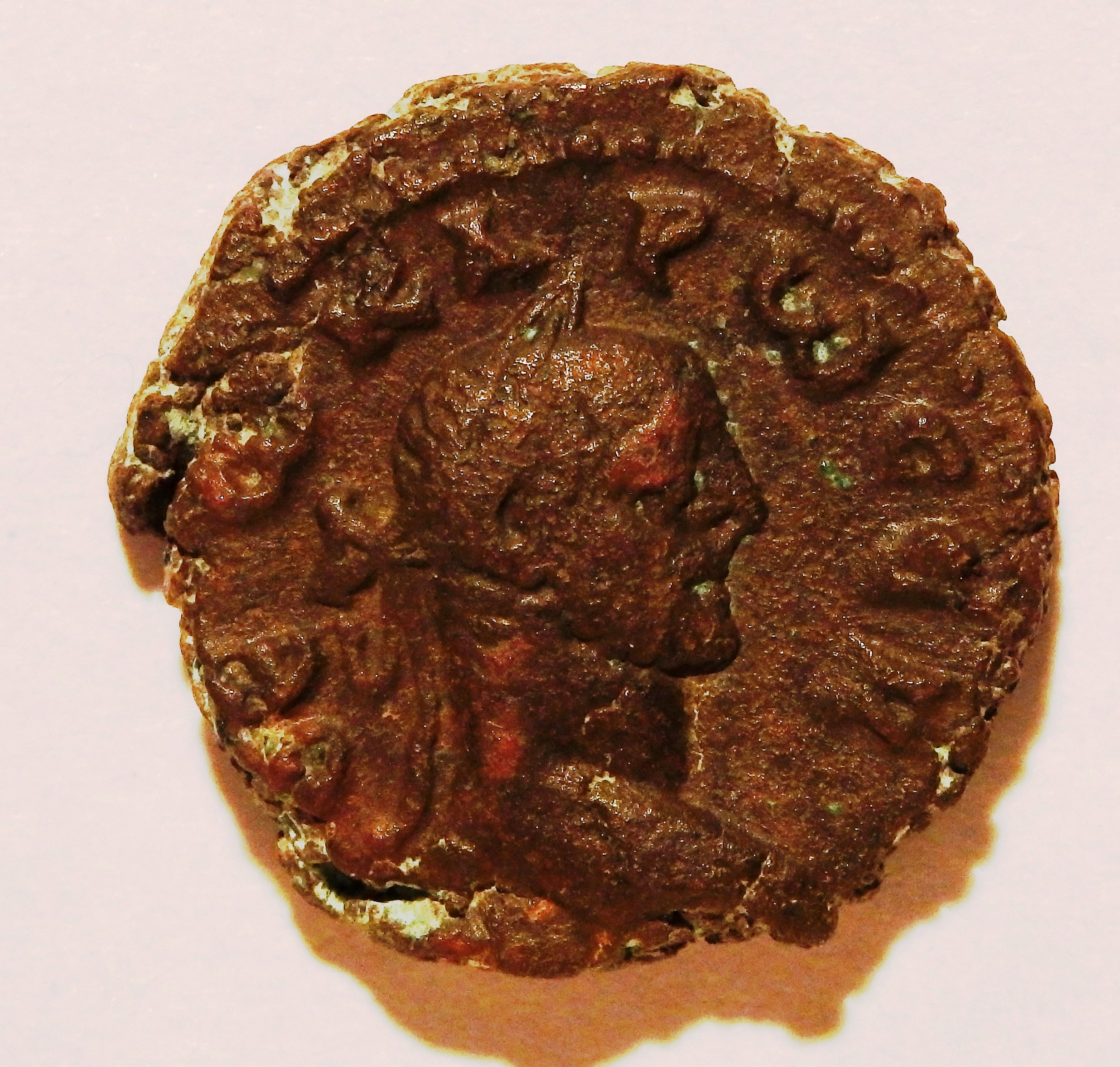
Tétradrachme de billon à l'effigie de Carus, émis à Alexandrie.

Palliant l'insuffisance des textes antiques, l'épigraphie latine fournit quelques éléments supplémentaires, et la numismatique est une source majeure, particulièrement importante pour les seize mois durant lesquels Numérien règne en Orient et Carin en Occident. Les études des émissions monétaires de Carus et ses fils dans les collections des musées, et celle du trésor de La Venèra, riche de 4 425 aurelianus pour ces règnes, dont 1 361 exemplaires pour l'atelier monétaire de Ticinum (actuellement Pavie en Italie du Nord), fournissent une chronologie des événements et des campagnes militaires entre 282 et 285. Pour les règnes de Carus et de ses fils, les événements sont encore plus précisément fixés grâce aux émissions de tétradrachmes d'Alexandrie d'Égypte, qui sont datées des années de règnes impériaux, comptés avec un début d'année alexandrine calé sur le 29 août.

## Biographie

### Personnalité

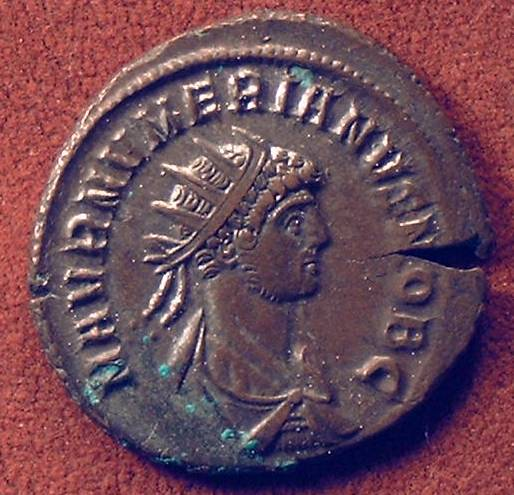
Antoninien, portrait de Numérien.

Numérien serait né vers 254, fils de Carus. Le nom de sa mère et celui de son épouse, fille du préfet du prétoire Arrius Aper, sont inconnus.
Jean Malalas, seul historien qui fournisse un portrait physique de Numérien, le décrit comme grand, mince, aux cheveux raides, au visage long avec des traits fins, avec une bonne barbe, partiellement grise, un bon nez et des yeux sombres. 
Aurélius Victor note les qualités d'éloquence de Numérien, Eutrope, plus concis, le présente comme un « jeune homme d'un excellent naturel ». L’Histoire Auguste brode sur ces indications avec exagération et fantaisie : elle affirme qu'il présentait des exposées en public dès son enfance, prétend que le Sénat romain fit placer sa statue dans la Bibliothèque Ulpia avec l'inscription « au plus puissant orateur de son temps » et le qualifie de poète remarquable, comparable au célèbre Némésien, son contemporain, et surclassant Aurelius Apollinaris. Ce dernier auteur est inventé par l’Histoire Auguste selon Ronald Syme, Robert Penella et André Chastagnol. Les qualités de Numérien que rapportent plusieurs auteurs antiques sont peut-être authentiques, mais elles sont exagérées pour marquer le contraste entre le brillant Numérien et son mauvais frère Carin, qui se vengea des moqueries de ses condisciples d'école.

### Accès au pouvoir
Son père, le préfet du prétoire Carus, est proclamé empereur par ses troupes durant l'automne 282, tandis que l'empereur légitime Probus est tué lors d'une mutinerie de ses soldats. Comme l'avaient fait plusieurs de ses prédécesseurs, Carus instaure un embryon de dynastie avec un pouvoir collégial associant ses enfants. Toutefois, les fils de Carus sont adultes et peuvent prendre part aux responsabilités, comme cela avait été le cas sous les règnes de Valérien et de Gallien. D'après Aurelius Victor, le pseudo Aurelius et Eutrope, Carus accorde le titre de César à ses deux fils Carin et Numérien simultanément. Les sources numismatiques et épigraphiques corrigent cette vision et prouvent que l'association de ses enfants au pouvoir n'a pas été simultanée : Carus entame son règne seul comme le montrent les émissions monétaires de Ticinum et de Cyzique, puis accorde à son fils ainé Carin, qui se trouvait probablement à Rome, les titres de César et de Prince de la jeunesse, titres dévolus au successeur désigné, à l'automne 282 selon la chronologie numismatique de Sylviane Estiot,.
Le 1er janvier 283, Carus revêt son second consulat, en prenant Carin comme collègue. Au début de l'année 283 selon Sylviane Estiot, Carus promeut son fils Numérien au rang de Prince de la jeunesse et de César, comme l'illustre une inscription où le nom de Numérien a été ajouté après ceux de Carus et Carin,. Les deux fils de l'Empereur reçoivent le titre d'imperator, ce qui les associe au pouvoir de leur père.

Carin et Numérien, fils de Carus, élevés au rang de César et Prince de la jeunesse
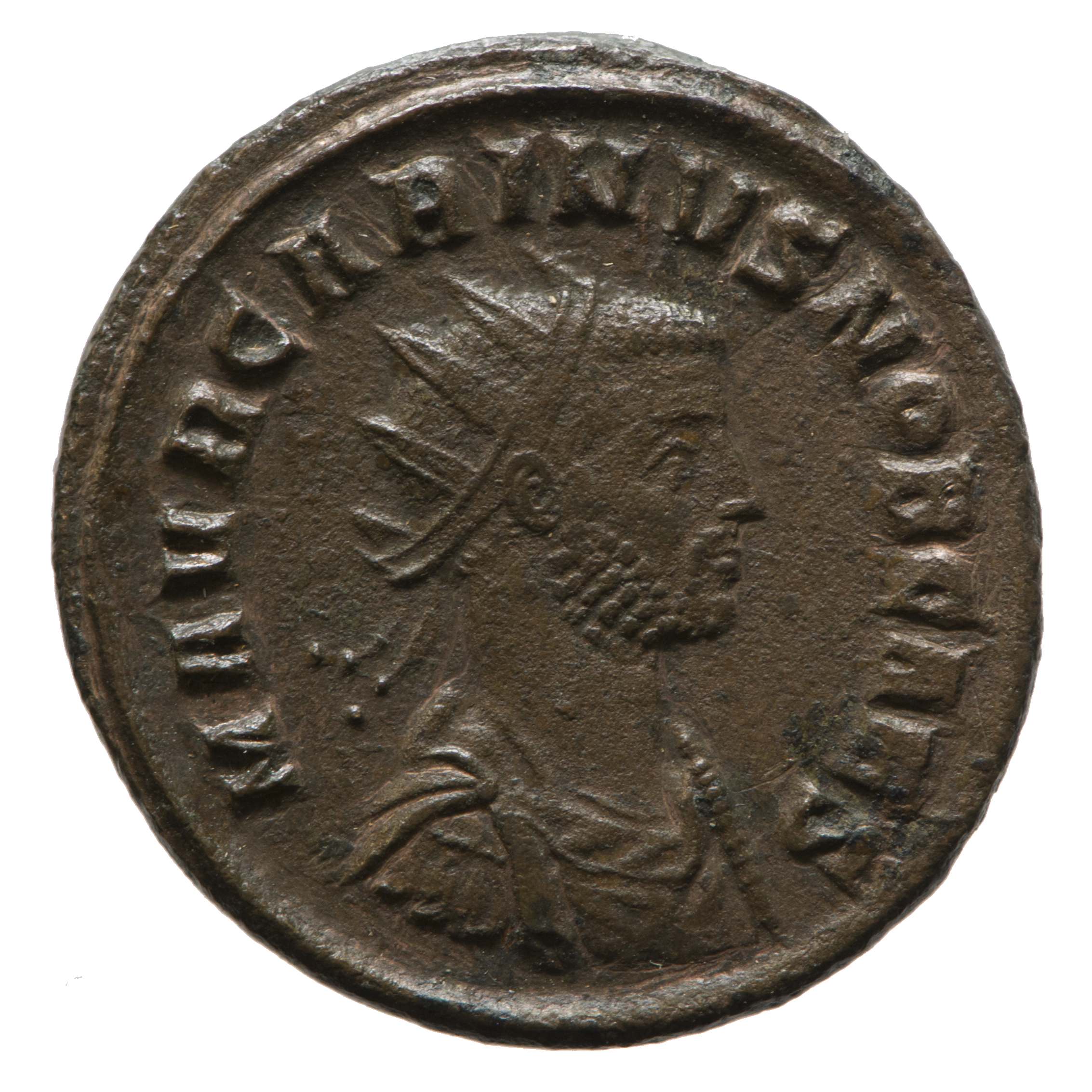
Bronze de Carin. Avers, comme NOB(ilissimus) CAES(ar).
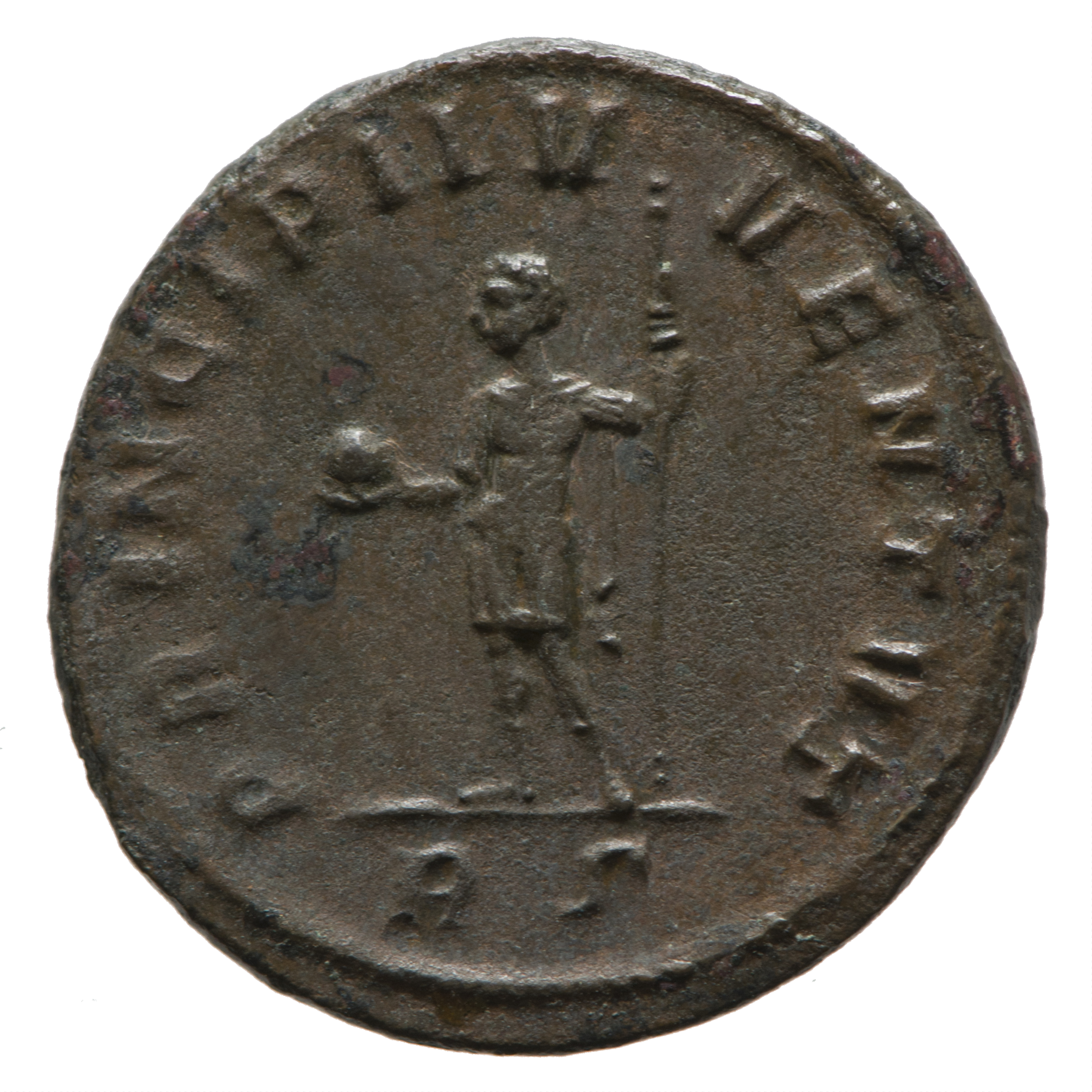
Bronze de Carin. Revers, comme Prince de la jeunesse PRINCIPI IVVENTVT(is).
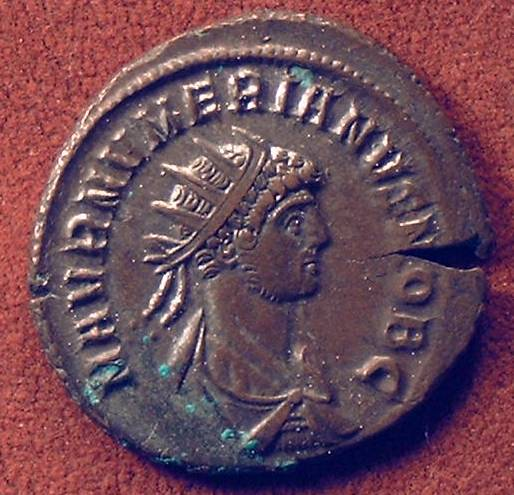
Bronze de Numérien. Avers, comme NOB(ilissimus) C(aesar).
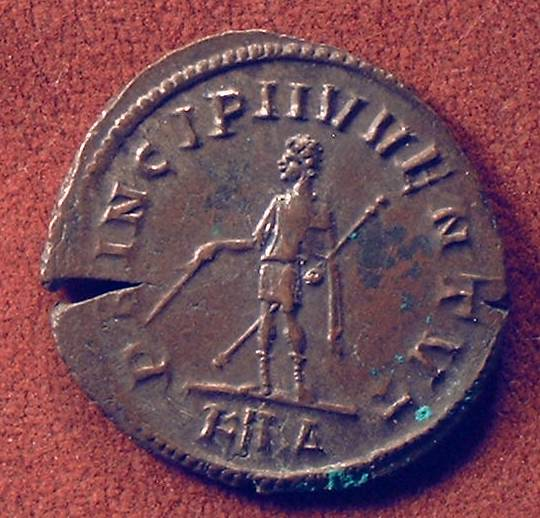
Bronze de Numérien. Revers, comme Prince de la jeunesse PRINCIPI IVVENTVT(is).

En décembre 282 (ou janvier 283), Carus nomme Carin auguste et lui confie la responsabilité de l'Occident, tandis qu'il part en Orient combattre les Perses Sassanides, accompagné de Numérien.
Avant la mort de son père, Numérien est associé au pouvoir aux côtés de ce dernier et de son frère, peut-être à l'occasion d'une victoire contre les Perses, et à ce stade du règne « l'Empire fut tenu par un collège de trois princes aux titres égaux ». Les légendes des monnaies émises à Antioche marquent cette communauté de pouvoir par un triplement de la lettre G : VIRTVS AVGGG (le courage des trois Augustes) et CONSERVAT AVGGG (protecteur des trois Augsutes). Carus meurt ensuite dans des circonstances indéterminées, vers novembre 283, après s'être emparé de la capitale perse Ctésiphon.

### Règne comme Auguste
Numérien règne comme Auguste dans la partie orientale de l'Empire avec son frère Carin pendant 16 mois, de septembre 283 à novembre 284. Cela se traduit par la mention AVGG, Auguste au pluriel, sur les légendes des monnaies émises durant cette période.

Monnaies des deux Augustes
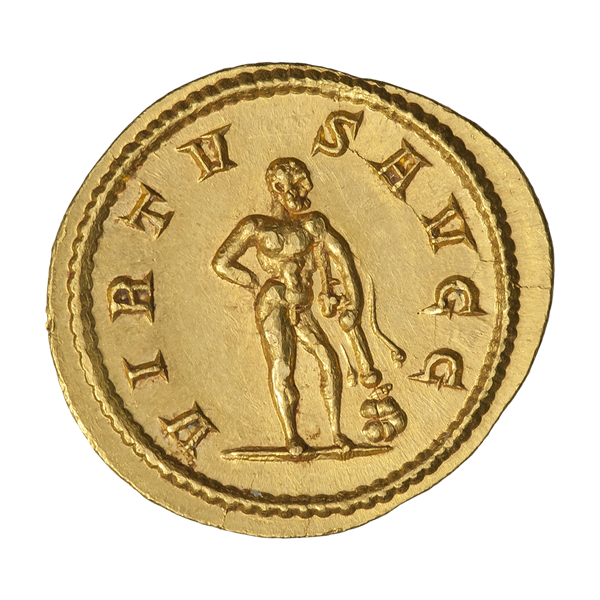
Revers d'un aureus de Carin, Hercule et légende VIRTVS AVGG (le courage des deux Augustes).
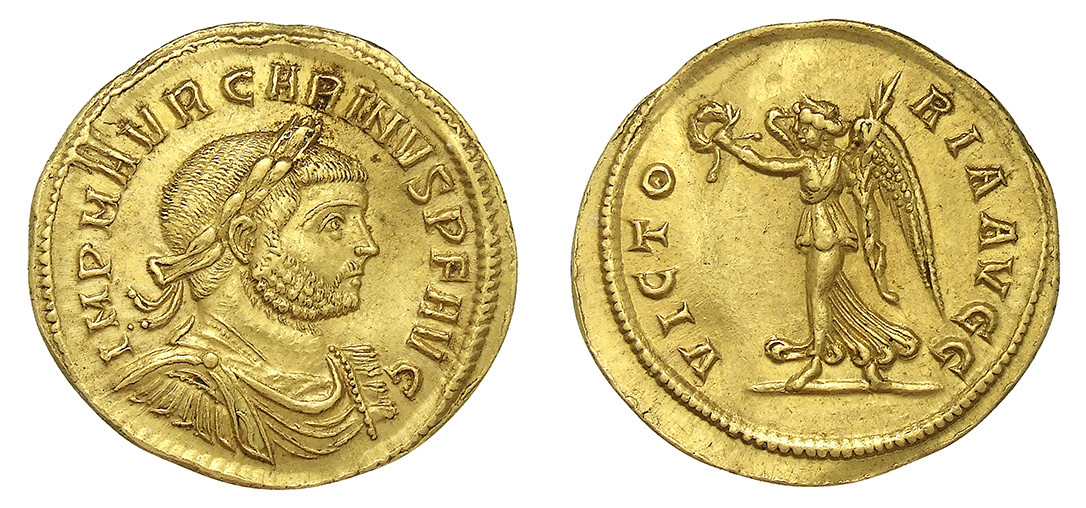
Aureus de Carin,  Victoire et légende VICTORIA AVGG.
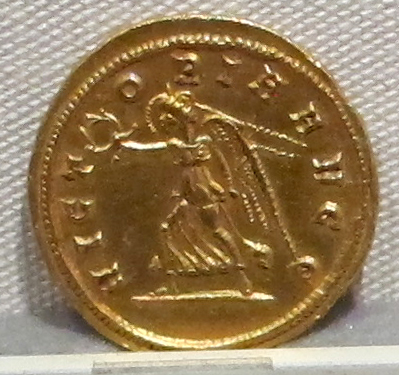
Revers d'un aureus de Numérien, Victoire et légende VICTORIA AVGG.
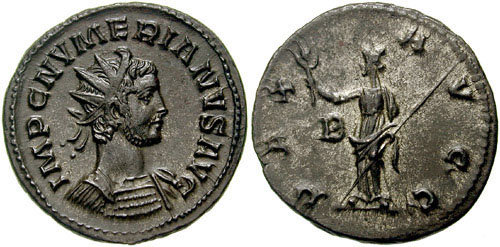
Antoninien de Numérien émis à Lugdunum, légende PAX AVGG (la paix des Augustes).

Numérien a contracté une infection oculaire, qui le rend photophobe et le cloître dans sa tente. Le préfet du prétoire Arrius Aper, qui est également son beau-père, prend la direction de l’armée. Les soldats impressionnés par la mort soudaine de Carus, ne veulent plus continuer la guerre, et exigent de revenir dans les territoires romains.
L’armée fait donc retraite, et revient dans la province de Syrie où elle hiverne.
Début janvier 284, Carus et Numérien prennent conjointement le consulat. Le 18 mars 284, Numérien est toujours en Syrie, comme l'indique la date d'une constitution à son nom recueillie dans le code Justinien. Selon des vers de célébration composés à l'avance par le poète Némésien, les deux frères devaient se retrouver à Rome pour une procession triomphale, projet dont les événements imprévus empêchent la réalisation.
L'armée qui a fait la campagne de Perse est regroupée à Nicomédie pour franchir le détroit qui sépare l'Asie de l'Europe quand Numérien est trouvé mort dans sa tente. Le préfet Arrius Aper dissimule sa mort en prétextant que Numérien, souffrant toujours des yeux, ne peut s’exposer à l'extérieur et ne veut voir que lui. Il le fait transporter en litière fermée. Au bout de quelques jours, l’odeur de putréfaction fait démasquer la supercherie. Arrius Aper est mis en accusation dans la place d’armes du camp, tandis que les soldats proclament empereur le commandant de la garde impériale Dioclès le 20 novembre 284. Dioclès poignarde aussitôt Arrius Aper, sans le laisser s’expliquer. L'Histoire Auguste présente Arrius Aper comme le meurtrier de Numérien. Sa dissimulation le rend effectivement suspect, mais l'attitude de Dioclès n'est également pas claire. Mais comme Dioclès succède à Numérien sous le nom de Dioclétien, les auteurs anciens le disculpent de toute responsabilité.
Lorsque la nouvelle du décès de Numérien parvient en Occident, on marque son apothéose par l'émission à Rome de monnaies de consécration dédiées au divo Numeriano et nommant au revers Carinus comme seul Auguste survivant.

## Noms successifs
- Vers 253, naît Marcus Aurelius Numerianus
- 283, accède à l'Empire : Imperator Caesar Marcus Aurelius Numerius Numerianus Pius Felix Invictus Augustus Germanicus Maximus Britannicus Maximus Persicus Maximus[45]
- 284, titulature à sa mort : Imperator Caesar Marcus Aurelius Numerius Numerianus Pius Felix Invictus Augustus Germanicus Maximus Britannicus Maximus Persicus Maximus, Pontifex Maximus, Tribuniciae Potestatis III, Imperator I, Consul II[46]

### Auteurs antiques
- (la + en) Anonyme, « The Chronography of 354 AD. Part 16: Chronicle of the City of Rome », sur tertullian.org, 2006.
- (la + fr) Auteur inconnu (trad. du latin par André Chastagnol, préf. André Chastagnol), Histoire Auguste, Paris, Robert Laffont, coll. « Bouquins », 1994, CLXXXII + 1244 (ISBN 2-221-05734-1). .
- (la) Aurelius Victor, « Césars, 38 et 39 », sur forumromanum.
- Pseudo-Aurelius Victor, « Épitomé de Caesaribus, 38 » ; « Épitomé de Caesaribus, 39 », sur agoraclass.
- Eutrope, « Abrégé de l'Histoire romaine, IX, 18-20 », sur agoraclass.
- (la) Festus, « Abrégé des hauts faits du peuple romain, 24 », sur attalus.org.
- (en) Jean Malalas, « Chronographia, XII, 35 », sur ToposText.
- Jean Zonaras, « Histoire romaine, XII, 30, Carus », sur remacle.org.
- (en) Jérôme de Stridon, « Chronicon », sur tertullian.org.
- (en) Paul Orose, « Histoires contre les païens, VII, 24 », sur Google.com.
- (la + en) « Palingenesia of Latin Private Rescripts IV. AD 283 - 292 », sur IUSCIVILE.COM, University of Glasgow School of Law (consulté le 22 mars 2022).

### Auteurs modernes (XXesiècleetXXIesiècle)
- Claude Brenot et Hans-Georg Pflaum, « Les émissions orientales de la fin du IIIe s. après J.-C. à la lumière de deux trésors découverts en Syrie », Revue numismatique, 6e série, t. 7,‎ 1965, p. 134-205 (lire en ligne). .
- Michel Christol, L'empire romain du IIIe siècle : Histoire politique 192-325 après J.-C., 1997 (ISBN 2-87772-145-0). .
- Michel Christol, « Dieux et princes sous Carus, Carin et Numérien », Revue numismatique, 6e série, t. 152,‎ 1997, p. 61-71 (lire en ligne). .
- Michel Christol, Pierre Cosme, Frédéric Hurlet et Jean-Michel Roddaz, Histoire romaine : D'Auguste à Constantin, t. II, Fayard, 2021, 1054 p. (ISBN 978-2-213-71208-6). .
- Sylviane Estiot, Ed Dopierala et Philippe Gysen, « Une « émission fantôme » de l'atelier de Cyzique au début du règne de Carus », Revue numismatique, 6e série, t. 163,‎ 2007, p. 197-211 (lire en ligne).
- Sylviane Estiot, « À propos d’un médaillon inédit de l’usurpateur Julien (284- 285 AD) : son règne et son monnayage », Revue numismatique, 6e série, t. 166,‎ 2010, p. 397-418 (lire en ligne). .
- Sylviane Estiot, « L'Atelier de Ticinum sous le règne de Carus et ses fils », Revue numismatique, 6e série, t. 174,‎ 2017, p. 75-118 (lire en ligne). .
- Jean Hiérnard, « Une source de l'histoire romaine : la monnaie impériale de Septime Sévère à Constantin : L’empire Romain de 192 à 325 », Pallas, Hors-série,‎ 1997, p. 79-125 (lire en ligne). .
- Antony Hostein, « Le consulat ordinaire à l’époque tétrarchique », Bulletin de la Société Nationale des Antiquaires de France,‎ 2015, p. 209-224 (lire en ligne). .
- Jean Lafaurie, « Chronologie impériale de 249 à 285 », Bulletin de la Société Nationale des Antiquaires de France,‎ 1966, p. 139-154 (lire en ligne). .
- Lafaurie Jean. Numismatique romaine et médiévale. In: École pratique des hautes études. 4e section, Sciences historiques et philologiques. Annuaire 1964-1965. 1964. pp. 207-211.
- Xavier Loriot, « Problèmes d'historiographie impériale à la fin du IIIe siècle », Bulletin de la Société Nationale des Antiquaires de France,‎ 1999, 2002, p. 147-154 (lire en ligne). .
- (en) Robert J. Penella, « The Eloquence of the Emperor Numerian », L'antiquité classique, t. 52,‎ 1983, p. 274-276 (lire en ligne). .
- (it) Piero Meloni, Il regno di Caro, Numeriano e Carino, Université de Cagliari, 1948.

Pierre Wuilleumier, « notes de lecture de l'ouvrage de Piero Meloni », Revue des Études Anciennes, t. 53, nos 1-2,‎ 1951, p. 169-170 (lire en ligne). .
- Paul Petit, Histoire générale de l'Empire romain, Seuil, 1974, 800 p. (ISBN 2-02-002677-5). .
- Alexandra Stefan, « La date de la victoire de Dioclétien sur Carin au "Margus" À propos de P. Oxy. L 3569 et de CJ 2, 53, 3 », Zeitschrift Für Papyrologie Und Epigraphik, Dr. Rudolf Habelt GmbH, vol. 198,‎ 2016, p. 271–82 (lire en ligne). .
- Pierre Wuilleumier, « Carus et Numérien », Revue des Études Anciennes, t. 47, nos 1-2,‎ 1945, p. 116-121 (lire en ligne). .
- François Zosso et Christian Zingg, Les Empereurs romains : 27 av. J.-C. - 476 ap. J.-C., Paris, édition Errance, 1995, 256 p. (ISBN 2-87772-226-0). .